# 6a etapa del Tour de França de 2017
La 6a etapa del Tour de França de 2017 es va disputar el 6 de juliol de 2017 entre Vesoul i Troyes, amb una distància recorreguda de 216 quilòmetres. La va guanyar l'alemany Marcel Kittel, de l'equip Quick-Step Floors, imposant-se a l'esprint al francès Arnaud Démare, que va mantenir el mallot verd, i al seu compatriota André Greipel. La final de l'etapa Christopher Frome va seguir liderant la classificació general. Simon Yates i Fabio Aru van seguir de líders de les classificacions de joves i de la muntanya.

## Recorregut
L'etapa, disputada Vesoul i Troyes, va ser una de les més llargues d'aquesta edició del Tour de França amb 216 quilòmetres. El seu recorregut, gairebé totalment pla amb només un alt de quarta categoria situat a Langres, al quilòmetre 69, la convertia en una etapa ideal pels esprinters. L'esprint intermedi estava situat a Colombey les Deux Églises.

## Desenvolupament de l'etapa
Al començament de l'etapa Frederik Backaert, de l'equip Wanty-Groupe Gobert, Vegard Stake Laengen, de l'equip UAE Team Emirates, i Perrig Quéméneur, del Direct Energy, s'escapen del gran grup arribant a assolir una avantatge màxima de 4 minuts i 15 segons. Son atrapats pel gran grup a quatre quilòmetres de la meta.
L'equip Quick-Step Floors se situa al davant del gran grup als darrers quilòmetres, i Fabio Sabatini lidera la cursa a l'entrada del darrer quilòmetre. En aquest moment, el seu líder Marcel Kittel està molt al darrere. A 500 metres de la meta, Edvald Boasson Hagen comença el seu esprint. De seguida el superen André Greipel, Nacer Bouhanni, Alexander Kristoff i Arnaud Démare que es colpeja amb les tanques de la dreta de la carretera. Marcel Kittel passa per la banda esquerra de la carretera, avançant clarament a Démare i Greipel i creuant la meta en primer lloc per segona vegada en aquesta edició del Tour de França.
Démare, quart a l'esprint intermedi darrere dels 3 escapats, conserva el mallot verd. El capdavant de la classificació general i de la resta de classificacions es manté sense canvis. Vegard Stake Laengen rep el premi de la combativitat de l'etapa.

## Resultats de l'etapa

### Classificació de l'etapa
| \| Classificació de l'etapa \| Classificació de l'etapa \| Classificació de l'etapa \| Classificació de l'etapa \| Classificació de l'etapa \| \| Corredor \| Corredor \| Equip \| Temps \| \| \| ------------------------ \| ------------------------ \| -------------------------- \| ------------------------ \| ------------------------ \| \| 1r \| Marcel Kittel \| Quick-Step Floors \| 5h 05' 34" \| \| \| 2n \| Arnaud Démare \| FDJ \| + 0" \| \| \| 3r \| André Greipel \| Lotto-Soudal \| + 0" \| \| \| 4t \| Alexander Kristoff \| Katusha-Alpecin \| + 0" \| \| \| 5è \| Nacer Bouhanni \| Cofidis, Solutions Crédits \| + 0" \| \| \| 6è \| Dylan Groenewegen \| LottoNL-Jumbo \| + 0" \| \| \| 7è \| Michael Matthews \| Team Sunweb \| + 0" \| \| \| 8è \| Daniel McLay \| Fortuneo-Oscaro \| + 0" \| \| \| 9è \| Rüdiger Selig \| Bora-Hansgrohe \| + 0" \| \| \| 10è \| John Degenkolb \| Trek-Segafredo \| + 0" \| \| |                    |                            |            |
| |                    |                            |            |
| Font: ProCyclingStats |                    |                            |            |
| Classificació de l'etapa |                    |                            |            |
| Corredor | Corredor           | Equip                      | Temps      |
| 1r | Marcel Kittel      | Quick-Step Floors          | 5h 05' 34" |
| 2n | Arnaud Démare      | FDJ                        | + 0"       |
| 3r | André Greipel      | Lotto-Soudal               | + 0"       |
| 4t | Alexander Kristoff | Katusha-Alpecin            | + 0"       |
| 5è | Nacer Bouhanni     | Cofidis, Solutions Crédits | + 0"       |
| 6è | Dylan Groenewegen  | LottoNL-Jumbo              | + 0"       |
| 7è | Michael Matthews   | Team Sunweb                | + 0"       |
| 8è | Daniel McLay       | Fortuneo-Oscaro            | + 0"       |
| 9è | Rüdiger Selig      | Bora-Hansgrohe             | + 0"       |
| 10è | John Degenkolb     | Trek-Segafredo             | + 0"       |

### Classificació per punts

#### Esprint intermedi -Colombey les Deux Églises(km 135)
| Pos. | Ciclista                   | Equip               | Punts |
| ---- | -------------------------- | ------------------- | ----- |
| 1    | Frederik Backaert (BEL)    | Wanty-Groupe Gobert | 20    |
| 2    | Vegard Stake Laengen (NOR) | UAE Team Emirates   | 17    |
| 3    | Perrig Quéméneur (FRA)     | Direct Énergie      | 15    |
| 4    | Arnaud Démare (FRA)        | FDJ                 | 13    |
| 5    | Michael Matthews (AUS)     | Sunweb              | 11    |
| 6    | André Greipel (GER)        | Lotto-Soudal        | 10    |
| 7    | Sonny Colbrelli (ITA)      | Bahrain-Merida      | 9     |
| 8    | Alexander Kristoff (NOR)   | Katusha-Alpecin     | 8     |
| 9    | Ben Swift (GBR)            | UAE Team Emirates   | 7     |
| 10   | Marcel Kittel (GER)        | Quick-Step Floors   | 6     |
| 11   | Fabio Sabatini (ITA)       | Quick-Step Floors   | 5     |
| 12   | Jacopo Guarnieri (ITA)     | FDJ                 | 4     |
| 13   | Borut Božič (SLO)          | Bahrain-Merida      | 3     |
| 14   | Zdeněk Štybar (CZE)        | Quick-Step Floors   | 2     |
| 15   | Thomas De Gendt (BEL)      | Lotto-Soudal        | 1     |

#### Final d'etapa - Troyes (km 216)
| Pos. | Ciclista                   | Equip               | Punts |
| ---- | -------------------------- | ------------------- | ----- |
| 1    | Marcel Kittel (GER)        | Quick-Step Floors   | 20    |
| 2    | Arnaud Démare (FRA)        | FDJ                 | 17    |
| 3    | André Greipel (GER)        | Lotto-Soudal        | 15    |
| 4    | Alexander Kristoff (NOR)   | Katusha-Alpecin     | 13    |
| 5    | Nacer Bouhanni (FRA)       | Cofidis             | 11    |
| 6    | Dylan Groenewegen (NED)    | Lotto NL-Jumbo      | 10    |
| 7    | Michael Matthews (AUS)     | Sunweb              | 9     |
| 8    | Daniel McLay (GBR)         | Fortuneo-Oscaro     | 8     |
| 9    | Rüdiger Selig (GER)        | Bora-Hansgrohe      | 7     |
| 10   | John Degenkolb (GER)       | Trek-Segafredo      | 6     |
| 11   | Dion Smith (NZL)           | Wanty-Groupe Gobert | 5     |
| 12   | Adrien Petit (FRA)         | Direct Énergie      | 4     |
| 13   | Edvald Boasson Hagen (NOR) | Dimension Data      | 3     |
| 14   | Marco Haller (AUT)         | Katusha-Alpecin     | 2     |
| 15   | Rick Zabel (GER)           | Katusha-Alpecin     | 1     |

### Bonificacions a meta
| Pos. | Ciclista            | Equip             | Bonificació |
| ---- | ------------------- | ----------------- | ----------- |
| 1    | Marcel Kittel (GER) | Quick-Step Floors | 10 s.       |
| 2    | Arnaud Démare (FRA) | FDJ               | 6 s.        |
| 3    | André Greipel (GER) | Lotto-Soudal      | 4 s.        |

## Rànquings al final de l'etapa

### Classificació general
| \| Classificació general \| Classificació general \| Classificació general \| Classificació general \| Classificació general \| \| Corredor \| Corredor \| Equip \| Temps \| \| \| --------------------- \| ------------------------ \| --------------------- \| --------------------- \| --------------------- \| \| 1r \| Christopher Froome \| Team Sky \| 23h 44' 33" \| \| \| 2n \| Geraint Thomas \| Team Sky \| + 12" \| \| \| 3r \| Fabio Aru \| Astana \| + 14" \| \| \| 4t \| Daniel Martin \| Quick-Step Floors \| + 25" \| \| \| 5è \| Richie Porte \| BMC Racing Team \| + 39" \| \| \| 6è \| Simon Yates \| Orica-Scott \| + 43" \| \| \| 7è \| Romain Bardet \| AG2R La Mondiale \| + 47" \| \| \| 8è \| Alberto Contador Velasco \| Trek-Segafredo \| + 52" \| \| \| 9è \| Nairo Quintana Rojas \| Movistar Team \| + 54" \| \| \| 10è \| Rafał Majka \| Bora-Hansgrohe \| + 1' 01" \| \| |                          |                   |             |
| |                          |                   |             |
| Font: ProCyclingStats |                          |                   |             |
| Classificació general |                          |                   |             |
| Corredor | Corredor                 | Equip             | Temps       |
| 1r | Christopher Froome       | Team Sky          | 23h 44' 33" |
| 2n | Geraint Thomas           | Team Sky          | + 12"       |
| 3r | Fabio Aru                | Astana            | + 14"       |
| 4t | Daniel Martin            | Quick-Step Floors | + 25"       |
| 5è | Richie Porte             | BMC Racing Team   | + 39"       |
| 6è | Simon Yates              | Orica-Scott       | + 43"       |
| 7è | Romain Bardet            | AG2R La Mondiale  | + 47"       |
| 8è | Alberto Contador Velasco | Trek-Segafredo    | + 52"       |
| 9è | Nairo Quintana Rojas     | Movistar Team     | + 54"       |
| 10è | Rafał Majka              | Bora-Hansgrohe    | + 1' 01"    |

### Classificació per punts
| Classificació per punts | Classificació per punts | Classificació per punts    | Classificació per punts | Classificació per punts |
| Corredor                | Corredor                | Equip                      | Punts                   |                         |
| ----------------------- | ----------------------- | -------------------------- | ----------------------- | ----------------------- |
| 1r                      | Arnaud Démare           | FDJ                        | 170 pts                 |                         |
| 2n                      | Marcel Kittel           | Quick-Step Floors          | 143 pts                 |                         |
| 3r                      | Michael Matthews        | Team Sunweb                | 96 pts                  |                         |
| 4t                      | André Greipel           | Lotto-Soudal               | 93 pts                  |                         |
| 5è                      | Alexander Kristoff      | Katusha-Alpecin            | 74 pts                  |                         |
| 6è                      | Sonny Colbrelli         | Bahrain-Merida             | 49 pts                  |                         |
| 7è                      | Daniel Martin           | Quick-Step Floors          | 47 pts                  |                         |
| 8è                      | Nacer Bouhanni          | Cofidis, Solutions Crédits | 44 pts                  |                         |
| 9è                      | Christopher Froome      | Team Sky                   | 41 pts                  |                         |
| 10è                     | Ben Swift               | UAE Team Emirates          | 39 pts                  |                         |

### Classificació dels joves
| Classificació del millor jove | Classificació del millor jove | Classificació del millor jove | Classificació del millor jove | Classificació del millor jove |
| Corredor                      | Corredor                      | Equip                         | Temps                         |                               |
| ----------------------------- | ----------------------------- | ----------------------------- | ----------------------------- | ----------------------------- |
| 1r                            | Simon Yates                   | Orica-Scott                   | 23h 02' 01"                   |                               |
| 2n                            | Pierre Latour                 | AG2R La Mondiale              | + 24"                         |                               |
| 3r                            | Louis Meintjes                | UAE Team Emirates             | + 41"                         |                               |
| 4t                            | Emanuel Buchmann              | Bora-Hansgrohe                | + 46"                         |                               |
| 5è                            | Guillaume Martin              | Wanty-Groupe Gobert           | + 1' 44"                      |                               |
| 6è                            | Tiesj Benoot                  | Lotto-Soudal                  | + 1' 47"                      |                               |
| 7è                            | Lilian Calmejane              | Direct Énergie                | + 3' 41"                      |                               |
| 8è                            | Aleksei Lutsenko              | Astana                        | + 4' 59"                      |                               |
| 9è                            | Jay McCarthy                  | Bora-Hansgrohe                | + 7' 22"                      |                               |
| 10è                           | Élie Gesbert                  | Fortuneo-Oscaro               | + 7' 29"                      |                               |

### Gran Premi de la muntanya
| Classificació de la muntanya | Classificació de la muntanya | Classificació de la muntanya | Classificació de la muntanya | Classificació de la muntanya |
| Corredor                     | Corredor                     | Equip                        | Punts                        |                              |
| ---------------------------- | ---------------------------- | ---------------------------- | ---------------------------- | ---------------------------- |
| 1r                           | Fabio Aru                    | Astana                       | 10 pts                       |                              |
| 2n                           | Daniel Martin                | Quick-Step Floors            | 8 pts                        |                              |
| 3r                           | Christopher Froome           | Team Sky                     | 6 pts                        |                              |
| 4t                           | Richie Porte                 | BMC Racing Team              | 4 pts                        |                              |
| 5è                           | Nathan Brown                 | Cannondale-Drapac            | 3 pts                        |                              |
| 6è                           | Jan Bakelants                | AG2R La Mondiale             | 2 pts                        |                              |
| 7è                           | Taylor Phinney               | Cannondale-Drapac            | 2 pts                        |                              |
| 8è                           | Perrig Quéméneur             | Direct Énergie               | 2 pts                        |                              |
| 9è                           | Nils Politt                  | Katusha-Alpecin              | 2 pts                        |                              |
| 10è                          | Romain Bardet                | AG2R La Mondiale             | 2 pts                        |                              |

### Classificació per equips
| Classificació per equips | Classificació per equips | Classificació per equips | Classificació per equips |
| Equip                    | Equip                    | Temps                    |                          |
| ------------------------ | ------------------------ | ------------------------ | ------------------------ |
| 1r                       | Sky                      | 71h 14' 41"              |                          |
| 2n                       | BMC Racing Team          | + 1' 59"                 |                          |
| 3r                       | AG2R La Mondiale         | + 3' 21"                 |                          |
| 4t                       | Cannondale-Drapac        | + 3' 35"                 |                          |
| 5è                       | Orica-Scott              | + 3' 58"                 |                          |
| 6è                       | Astana                   | + 6' 00"                 |                          |
| 7è                       | Bora-Hansgrohe           | + 6' 55"                 |                          |
| 8è                       | Movistar Team            | + 7' 23"                 |                          |
| 9è                       | Trek-Segafredo           | + 8' 48"                 |                          |
| 10è                      | Fortuneo-Oscaro          | + 9' 45"                 |                          |